# Аверкін Вадим Ігорович
Вадим Ігорович Аверкін (рос. Вадим Ігоревич Аверкин; 6 березня 1978, м. Горький, СРСР) — російський хокеїст, нападник. Виступає за «Буран» (Воронеж) у Вищій хокейній лізі.
Виступав за «Торпедо-2» (Нижній Новгород), «Мотор» (Заволжя), «Амур» (Хабаровськ), «Металург» (Новокузнецьк), «МВД» (Твер), «Торпедо» (Нижній Новгород), «Сокіл» (Київ), «Молот-Прикам'я» (Перм), «Донбас-2» (Донецьк), «Буран» (Воронеж), «Іртиш» (Павлодар, Казахстан), «Липецьк» і «Саров».
У складі юніорської збірної Росії учасник чемпіонату Європи 1996.
Батько: Ігор Аверкін.
Досягнення
- Чемпіон Європи серед юніорів (1996)
- Чемпіон Росії у вищій лізі (2007)
- Чемпіон України (2008, 2009, 2012).